# Farkas Flórián
Farkas Flórián (Tiszaroff, 1957. szeptember 4. –) magyarországi roma politikus. 1991 óta a Lungo-Drom Országos Cigány Érdekvédelmi és Polgári Szövetség vezetője. 1995–2003, majd 2011–2014 között az Országos Roma Önkormányzat (ORÖ) elnöke. 2002 óta a Fidesz – Magyar Polgári Szövetség országgyűlési képviselője és 2014-ig parlamenti frakciójának helyettes vezetője.

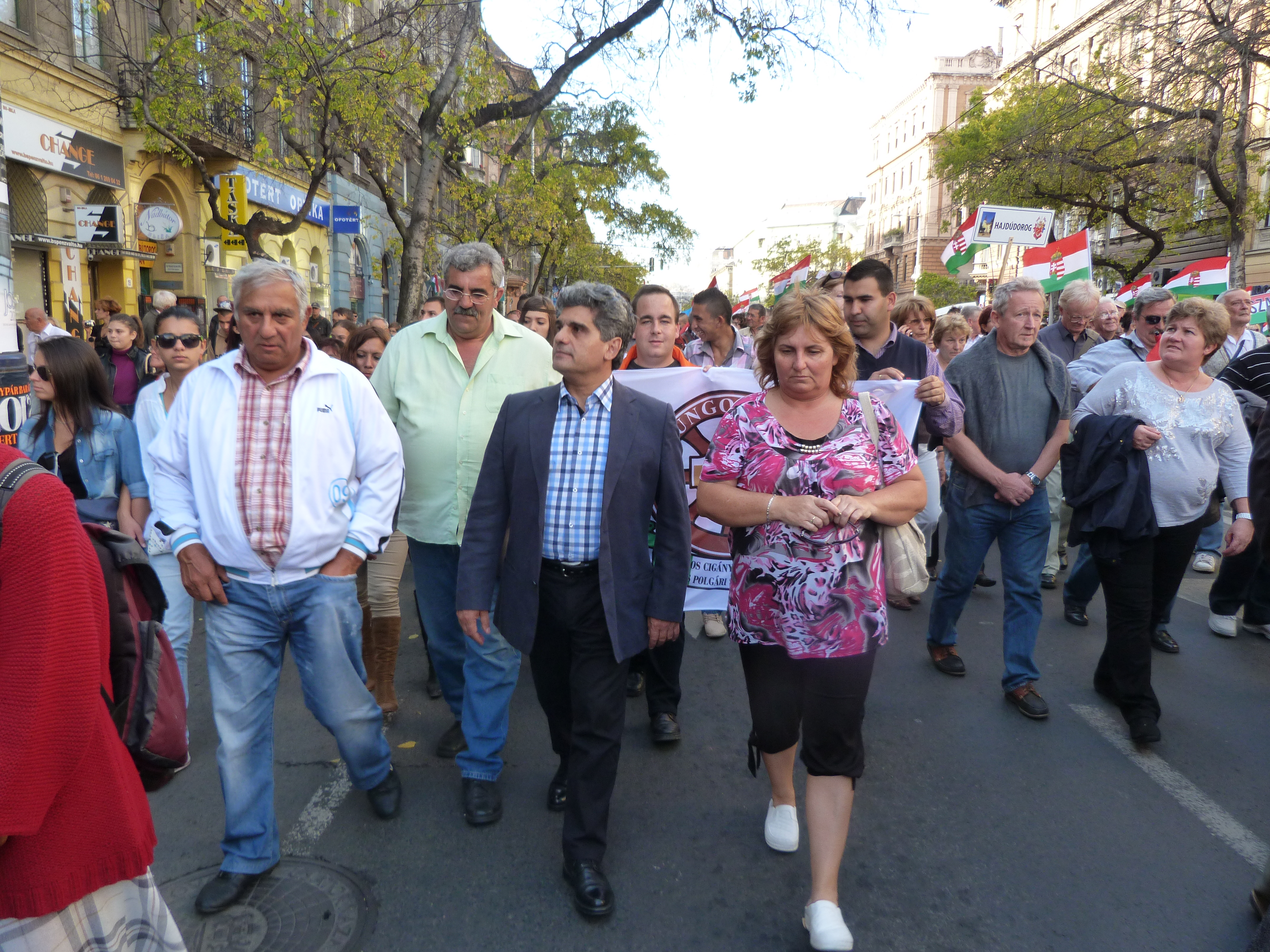
Farkas Flórián a Békemeneten - 2013

## Tanulmányai
Az általános iskola 1-6. osztályát Farkas Flórián Tiszaroffon, 15 évesen végezte el, a 8. osztályt pedig Dunaújvárosban, a Földes Ferenc Dolgozók Iskolájában járta ki. Az általános iskolai tanulmányait lezáró okiratot 1977. június 9-én állította ki az intézmény.
Érettségit a Budakalászi gimnázium esti tagozatán szerzett 2001-ben. 2001-től az Eötvös Loránd Tudományegyetem politológia szakán tanult, ahol 2005-ben szerzett diplomát, utána rövid ideig óraadó tanár volt az intézményben.
2015-ben kiderült, hogy képviselőként leadott életrajzában évekig hibásan szerepelt, hogy a politológia szakot az ELTE jogi karán végezte (a képzés a Társadalomtudományi Karhoz tartozott).

## Pályafutása
Általános iskolai tanulmányai után az építőiparban dolgozott. A roma közéletbe 1983-ban kapcsolódott be. Első nagyobb megbízása a Szolnoki Városi Tanácsnál volt, ahol a családsegítő szolgálatnál tevékenykedett.
1987-ben az Országos Cigánytanács titkára lett, emellett a Jász-Nagykun-Szolnok Megyei Cigány Koordinációs Bizottság tagja is. 1989-ben pedig a Magyarországi Cigányok Demokratikus Szövetségének főtitkárává választották.
1991-ben a Lungo Drom Érdekvédelmi Cigányszövetség főtitkára, majd elnöke. 1994-ben a Roma Szervezetek Érdekegyeztető Tanácsának ügyvezetője lett. 1995 és 1999 között az újonnan alakult Országos Cigány Kisebbségi Önkormányzat, majd 2003-ig az Országos Cigány Önkormányzat (OCÖ) elnöke.
A Lungo Drom című folyóirat alapítója és felelős kiadója.
A 2002-es országgyűlési választáson a Lungo Drom választási szövetséget kötött a Fidesszel, így a Fidesz országos listájáról bejutott a törvényhozásba. A szövetséget a 2006-os választások előtt megújították, így a párt országos listájáról újra országgyűlési mandátumot szerzett. A 2010-es országgyűlési választáson pártja budapesti listájáról jutott mandátumhoz. Az Országgyűlésben 2002 óta az emberi jogi, kisebbségi, civil- és vallásügyi bizottság tagja.
2010. július 1-jétől a közigazgatási és igazságügyi miniszter megbízásából a romatámogatásokat felügyelő miniszteri biztos lett. Hat hónapos megbízatása alatt nem készítette el jelentését, ezért azt két hónappal meghosszabbították.
2011 januárjában a kisebbségi önkormányzati választásokon nyertes Lungo Drom elnökeként ismét az OCÖ elnöke lett Kolompár Orbán utódjaként. 2011 februárjában az OCÖ új alapszabályt fogadott el és új nevet vett fel (Országos Roma Önkormányzat, ORÖ).
A 2014-es országgyűlési választáson a Fidesz országos listájának 17. helyéről szerzett mandátumot. Az Európai ügyek bizottságának a tagja lett.
2017. június 17-én választották meg újra öt évre a Lungo Drom elnökének. A Lungo Drom zalai elnöke, Vajda László szerint csak olyan küldöttek vettek részt a szavazáson, akik támogatták Farkast. Vajda László, aki szintén nem kapott meghívást a küldöttgyűlésre, közölte, hogy bíróságon támadják meg a küldöttek döntését. Vajda szerint olyan személyek is részt vettek a szavazáson, akik soha nem voltak a Lungo Drom tagjai, valamint hozzátette, hogy Farkas megüzente neki, hogy börtönbe küldi. Dacára az időközben kiderült Híd a munka világába programmal kapcsolatos korrupciós botrányainak, melyekkel kapcsolatban elérhetetlenné vált a sajtó számára, a kormányzat szintén támogatásáról biztosította.
Nem sokkal ez után derült ki, hogy Farkas új szervezetet alapított Roma Integrációért Országos Szövetség (RIOSZ) néven, mely a Lungo Drom székhelyére lett bejelentve. A RomNet portál szerint erre azért volt szüksége, hogy legyen egy új országos szervezet, aminek a Lungo Dromból történő esetleges eltávolítása után tovább lehetne az elnöke, és amelynek keretében újabb támogatásokra is pályázhatna. A szintén a Lungo Drom székhelyén működő, Farkas által létrehozott Oktatási és Továbbképzési Központ Alapítvány (OTKA) – amelyben Farkas közvetlen munkatársai töltenek be vezető tisztségeket – az elmúlt években több mint félmilliárd forintnyi támogatást kapott, többek közt az Európai Uniótól.

## Családja
Nős, három felnőtt gyermek (két lány, egy fiú) édesapja.

## Büntetőeljárások
1975 és 1982 között háromszor ítélték el, felfüggesztett és végrehajtandó szabadságvesztésre egyaránt.[forrás?]
1996-ban ügyészségi vizsgálat indult a Lungo Drom által létrehozott alapítványok ügyében. Ennek eredményeként 1998-ban vádat emeltek ellene hűtlen kezelés és a számviteli fegyelem megsértése miatt. Azonban Göncz Árpád köztársasági elnöktől eljárási kegyelmet kapott, így a bírósági tárgyalás elmaradt. A kegyelmi eljárás iratait 30 évre titkosították.
A Híd a munka világába foglalkoztatási szövetkezet 2014 márciusában alakult, elnökének pedig Farkas Flóriánt választották. A szövetkezet mintegy ötmilliárd forintnyi uniós forrást használhatott volna fel roma származású munkanélküliek álláshoz segítésére. Az uniós pénzekből kétszázmillió forintért irodaházat vásároltak a Gellérthegy utcában, valamint tíz használt gépkocsit vettek bérbe fél évre, darabonként közel hárommillió forintért. Beszereztek továbbá irodabútorokat (bruttó 31 millió) és informatikai eszközöket (bruttó 21 millió) is, továbbá 26 millió ment el irodafelújításra, valamint két tanulmány is összesen 50 millió forintért.
Egy évvel azután mondott le pozíciójáról, hogy a program körüli 1,6 milliárdos csalás gyanú miatt a hatóságok nyomozást rendeltek el.
A Legfőbb Ügyészség szerint a „Híd a munka világába” program kapcsán költségvetési csalás gyanúja miatt folyamatban van a nyomozás a Nemzeti Adó- és Vámhivatal Bűnügyi Főigazgatóságán, ami 2015-ben kezdődött. Az ügynek 2018 novemberében még nincs gyanúsítottja, és még Farkas Flóriánt sem hallgatták meg, pedig ő írta alá a szerződések legnagyobb részét. 2018-ban az OLAF is vizsgálatot indított az ügyben.
2021 májusában a HVG megkeresésére ugyanazt válaszolta az Ügyészség, amit korábban Hadházy Ákos független képviselő kérdésére, miszerint „öt személyt már kihallgattak”, más eredménynek nem volt jele. 2022 őszén a Nemzeti Adó- és Vámhivatal úgy szüntette meg az eljárást "bizonyítottság hiányában", hogy Farkas Flóriánt egyetlen egyszer sem kérdezték ki az ügyben.